# Corydalus flavicornis
Corydalus flavicornis är en insektsart som beskrevs av Hermann Stitz 1914. Corydalus flavicornis ingår i släktet Corydalus och familjen Corydalidae. Inga underarter finns listade i Catalogue of Life.